# ديفيد ميراندا (دراج)
ديفيد ميراندا (بالإسبانية: David Miranda)‏ هو دراج سلفادوري، ولد في 10 ديسمبر 1942 في سانتا آنا مونيسباليتي في السلفادور.

## وصلات خارجية
- ديفيد ميراندا على موقع أرشيف الدراجات (الإنجليزية)
- ديفيد ميراندا على موقع إحصائيات الدراجات الإحترافية (الإنجليزية)
- ديفيد ميراندا على موقع أوليمبيديا (الإنجليزية)